# Битва под Ладыжином
Битва под Ладыжином (также Битва под Кнутом) произошла 8 (18) июля 1672 года, во время польско-турецкой войны 1672—1676. Состоялась на правом берегу реки Южный Буг неподалёку от горы Кнут и посёлка Кнут (ныне село Четвертиновка Тростянецкого района Винницкой области).
В начале июля в 1672 году гетман Правобережной Украины по турецкой версии Пётр Дорошенко, имея 7 тыс. казаков, а также свыше 10 тыс. татар и турок, перешёл в наступление. Брат гетмана Григорий Дорошенко во главе авангардных сил окружил отступающий от Бершади казачий полк Перебийноса (1,5 тыс.), который спешил в лагерь верного Речи Посполитой гетмана Правобережной Украины Михаила Ханенко. Ханенко решил спасти своих казаков из трудного положения.
Имея при себе только 4 тыс. казаков, Ханенко попросил помощи у региментаря К. Лужецкого, который имел около 2,5 тыс. конных и драгун. После встречи в ночь на 18 июля из городка Ладыжин Ханенко и Лужецкий двинулись лагерным боевым порядком на Четвертиновку. Войско было построено в традиционном порядке, то есть пехота (казаки Ханенко) шла лагерем в центре, на крыльях была польская конница. Драгуны небольшими отрядами (таборами) шли позади. По прибытии на место утром 18 июля польско-казацкому войску удалось отбросить армию Дорошенко за Буг недалеко от городка Кнут и вывести из окружения казаков.
Ободрённая успехом конница двинулась за противником, который за рекой перешёл в контратаку и нанёс польской армии значительные потери. Заподозрив ловушку, Ханенко отправился в Ладыжино. Когда казацкий лагерь Ханенко отошёл к Ладыжино, Дорошенко переправил свои силы за реку и разбил несколько драгунских отрядов. Остальная конница отступила к Ладыжино.
Ханенко и Лужецкому удалось освободить окружённых товарищей, но это была пиррова победа, поскольку польские войска в результате неосмотрительности понесли бесполезные и сильные потери, особенно среди офицеров.
Пётр Дорошенко, дождавшись подхода крымского хана Селим-Гирея, отправился в город Каменец, куда со своим войском следовал турецкий султан Мехмед IV .